# L'Envers du paradis (film)
Pour les articles homonymes, voir L'Envers du paradis.
Pour plus de détails, voir Fiche technique et Distribution.
L'Envers du paradis est un film français réalisé par Edmond T. Gréville, sorti en 1953.

## Synopsis
Dans le village de Segnac quelques personnages pittoresques se côtoient. Gabriel Dautrand un peintre de passage, O’Hara un vieux capitaine, Blaise d’Orliac un écrivain auteur de romans policiers. Violaine la fille des hôteliers est gravement malade et condamnée. Son entourage veut le lui cacher, mais elle l'apprend en voyant son dossier médical dans le sac à main de sa mère. Blaise et Violaine s'aiment, mais  Blaise est marié à Michèle. O’Hara met à la disposition des amants une chambre, mais Michèle l'apprend et se rend sur place. Blaise tue Michèle par accident, alors que Michèle tenait un revolver et que Blaise voulait le lui retirer. O'Hara, qui aime platoniquement Violaine et la croit coupable, modifie la scène de crime, suivi de Violaine qui brouille également les cartes, croyant protéger Blaise, et laisse son médaillon afin de faire croire qu'elle est coupable. Blaise se dénonce à la gendarmerie, mais O’Hara y est déjà  pour endosser le crime. Gabriel Dautrand se révèle en fait être un commissaire en vacances. Il finira par découvrir la vérité, mais ému par le mensonge d’amour de Violaine en lisant son journal intime, il n'arrêtera pas Blaise. Violaine meurt heureuse...

## Fiche technique
- Titre français : L'Envers du paradis
- Réalisation : Edmond T. Gréville, assisté de Jean-Paul Sassy
- Scénario et dialogue : Edmond T. Gréville
- Décors : Jean Douarinou
- Photographie : Léonce-Henri Burel, Jacques Lemare
- Son : Paul Habans
- Musique : Joe Hajos (au générique Joé Hajos)
- Montage : Georges Arnstam
- Sociétés de production : PA.FI.CO - U.C.L.I. (Union cinématographique lyonnaise)
- Directeur de la production : Fred d'Orengiani
- Producteur technique : Paul Pavaux
- Coproducteur : M.L. Gouble (U.C.L.I.)
- Pays d'origine :  France
- Format : Noir et blanc - 1,37:1 - 35 mm - Son mono
- Tournage : du 14 janvier au 18 mars 1953
- Genre : comédie dramatique
- Durée : 96 minutes
- Date de sortie : 
  - France - 19 juillet 1953
- Affiche : René Péron (France)

## Distribution
- Erich von Stroheim : capitaine William Patrick O'Hara

- Jacques Sernas : Blaise d'Orliac
- Denise Vernac : Claudine de Vervins
- Jacques Castelot : Gabriel Dautrand
- Etchika Choureau : Violaine Roumégoux
- Edmond Ardisson : Célestin
- Helena Manson : Mme Roumégoux
- Dora Doll : Michèle
- Dany Caron : Louisette
- Dina Sassoli : Pepita
- Pamela Wilde : l'employée de Mme de Vervins
- Jean Combal : le brigadier
- Édouard Hemme : le curé
- Pierre Lorsay : M. Roumégoux
- Jacques Sablons :

## Lieu de tournage
L'action se déroule dans le village imaginaire de Segnac, en réalité le hameau de Haut-de-Cagnes à Cagnes-sur-mer (Côte d'Azur). Au début du film, le commissaire Gabriel Dautrand arrive au village en se faisant passer pour un peintre. C'est un clin d'œil à Auguste Renoir qui habita Cagnes-sur-mer[réf. nécessaire]